# Калужинский, Станислав
Станислав Павел Калужинский (пол. Stanisław Paweł Kałużyński; 6 августа 1925, Świerczów, Podkarpackie Voivodeship, Подкарпатское воеводство — 6 января 2007) — польский профессор, доктор медицинских наук, исследователь культуры Центральной Азии и Сибири, алтаист, монголовед и якутолог. Распространитель знаний о Монголии, член редколлегии польского журнала «Ориенталистический вестник» с 1970 по 2004 год. Автор почти 150 около работ, преподаватель Варшавского университета.

## Биография
В межвоенный период в Тарнуве он окончил начальную школу и два класса неполной средней школы. Во время Второй мировой войны в 1943—1944 годах был связан с Армией Крайовой.
Сдал выпускные экзамены в средней школе в 1946 году и изучал Ближний Восток в Институте восточной филологии Вроцлавского университета. В январе 1951 года он начал работать в магистратуре Института востоковедения Варшавского университета на кафедре индийской филологии.
В 1955 году он получил звание кандидата наук, а через год прошел годичную стажировку в Якутске, Ленинграде и Москве. Результатом пребывания в СССР стала работа под названием «Mongolische Elemente in der Jakutischen Sprache», что позволило ему получить хабилитацию и занять должность доцента.
В 1971 году он получил звание доцента, а в 1979 году — профессора, выйдя на пенсию в 1995 году. До 2006 года работал преподавателем кафедры тюркологии и народов Центральной Азии Института востоковедения Варшавского университета.
С 1972 года был членом Польской объединенной рабочей партии.
В 2006 году получил степень почетного доктора Национального монгольского университета и стал почетным членом Монгольской академии наук.
Был членом Комитета востоковедения Польской академии наук, занимая должность заместителя председателя в 1971—1992 годах. Он также был членом Варшавского научного общества и обществ Société Finno-Ougrienne и Societas Uralo-Altaica.
Похоронен 19 января 2007 года на Брудновском кладбище в Варшаве.

## Награды
- Офицерский крест ордена Возрождения Польши
- Рыцарский крест ордена Возрождения Польши
- Бронзовый Крест Заслуги
- Медаль 40-летия Польской Народной Республики
- Медаль Национальной комиссии по образованию.
- Медаль 50-летия Монгольской Народной Республики
- Орден Полярной звезды